# Vintjärnarna (Voxna socken, Hälsingland, 681775-148106)
Vintjärnarna är en sjö i Ovanåkers kommun i Hälsingland och ingår i Ljusnans huvudavrinningsområde.